# Porno Graffitti
I Porno Graffitti (ポルノグラフィティ?, Poruno Gurafiti) sono un gruppo musicale j-rock giapponese. La denominazione della band deriva dal nome dell'album Extreme II: Pornograffitti, opera degli Extreme.

## Storia del gruppo
La band si formò nel 1994 per iniziativa di tre studenti di Osaka: Akihito Okano, Haruichi Shindō e Masami Shiratama. Il gruppo impiegò qualche anno prima di attirare l'attenzione in ambito internazionale: nel 1998 venne invitato ad una audizione svoltasi a Tokyo, e vincendola, ottenne un contratto discografico della Sony Music.
Debuttarono nel 1999 con il singolo Apollo. L'anno successivo venne pubblicato il secondo singolo della band, Hitori No Yoru, che vendette oltre un milione di copie. Esso fu poi utilizzato come colonna sonora della sigla iniziale di Great Teacher Onizuka dall'episodio 19 al 43. Il loro album di debutto fu Romantist Egoist (2000). Tra il 2001 e il 2003 i Porno Graffitti pubblicarono altri tre album e proseguirono la loro collaborazione con l'industria degli anime: nel 2003 il loro singolo Melissa venne utilizzato come colonna sonora della sigla iniziale di Fullmetal Alchemist.. Nel 2004 la band da trio divenne un duo, poiché Shiratama decise di intraprendere una carriera da solista. Trascorse solo un anno prima del lancio del quinto album, nel 2005. Nel 2006 il loro singolo Winding Road è stato utilizzato come colonna sonora per l'anime Ayakashi Ayashi; infine, nel 2009, il loro singolo Anima rossa è stato utilizzato come colonna sonora per Bleach. Per quanto riguarda gli album, ne sono stati pubblicati due tra il 2006 e il 2007, mentre l'ultimo lavoro della band è ∠TRIGGER, uscito nel marzo 2010.
Nel 2016 una loro canzone, THE DAY, è stata utilizzata come sigla di apertura di My Hero Academia.

## Formazione attuale
- Akihito Okano (岡野 昭仁?, Okano Akihito) - nato il 15 ottobre 1974.

Voce, chitarra ritmica.
- Haruichi Shindō (新藤 晴一?, Shindō Haruichi) - nato il 20 settembre 1974.

Chitarra solista, cori.

### Ex membri
- Masami Shiratama (白玉 雅己?, Shiratama Masami) - nato il 27 aprile 1974.

Basso, cori (fino al giugno 2004).

## Discografia

### Singoli
- Apollo (アポロ) (8 settembre 1999)
- Hitori no Yoru (ヒトリノ夜) (26 gennaio 2000)
- Music Hour (ミュージック・アワー) (12 luglio 2000)
- Saudade (サウダージ) (13 settembre 2000)
- Saboten (サボテン) (6 dicembre 2000)
- Agehachō (アゲハ蝶) (27 giugno 2001)
- Voice (ヴォイス) (17 ottobre 2001)
- Shiawase ni tsuite Honki Dashite Kangaete Mita (幸せについて本気出して考えてみた) (6 marzo 2002)
- Mugen[N 1] (15 maggio 2002)
- Uzu (渦) (5 febbraio 2003)
- Oto no Nai Mori (音のない森) (6 agosto 2003)
- Melissa (メリッサ) (26 settembre 2003)
- Ai ga Yobu Hō e (愛が呼ぶほうへ) (6 novembre 2003)
- Lack (ラック) (3 dicembre 2003)
- Sister (シスター) (8 settembre 2004)
- Tasogare Romance'' (黄昏ロマンス) (10 novembre 2004)
- Neomelodramatic/ROLL (ネオメロドラマティック/ROLL) (2 marzo 2005)
- NaNaNa Summer Girl (NaNaNa サマーガール) (3 agosto 2005)
- Yo Bailo/DON'T CALL ME CRAZY (ジョバイロ / DON'T CALL ME CRAZY) (16 novembre 2005)
- Haneuma Rider (ハネウマライダー) (28 giugno 2006)
- Winding Road (4 ottobre 2006)
- Link (リンク) (18 luglio 2007)
- Anata ga Koko ni Itara (あなたがここにいたら) (14 febbraio 2008)
- Itai Tachiichi (痛い立ち位置) (25 giugno 2008)
- Gifts (ギフト) (20 agosto 2008)
- Love,too Death,too (8 ottobre 2008)
- Koyoi, Tsuki ga Miezutomo (今宵、月が見えずとも）(10 dicembre 2008)
- Kono Mune wo, Ai wo Iyo (この胸を、愛を射よ) (9 settembre 2009)
- Anima Rossa (アニマロッサ Red Soul) (25 novembre 2009)
- Hitomi no Oku o Nozokasete (瞳の奥をのぞかせて) (10 febbraio 2010)
- Kimi wa 100% (君は100%) (27 ottobre 2010)
- EXIT (2 marzo 2011)
- One More Time (ワンモアタイム) (21 settembre 2011)
- Yuki no Iro (ゆきのいろ) (23 novembre 2011)
- 2012 Spark (8 febbraio 2012)
- Kageboushi (カゲボウシ, "Silhoutte") (19 settembre 2012)
- Matataku Hoshi no Shita de (瞬く星の下で, "Under The Twinkle Star") (6 marzo 2013)
- Seishun Hanamichi (青春花道, "A Youth Way") (11 settembre 2013)
- Tokyo Destiny (東京デスティニー ''Tokyo Desutini'') (16 ottobre 2013)
- Oretachi no Celebration (俺たちのセレブレーション Oretachi no Serebureshon, "Our Celebration") (3 settembre 2014)
- One Woman Show ~Amai Maboroshi~ (ワン・ウーマン・ショー ～甘い幻～ Wan Uman Sho ~Amai Maboroshi~, "One Woman Show ~Sweet Illusion~") (5 novembre 2014)
- Oh! Rival (オー！リバル｜O! Ribaru) (15 aprile 2015)
- THE DAY (25 maggio 2016)
- LiAR/Masshiro na Hai ni naru made, Moyashi tsukuse (LiAR/真っ白な灰になるまで、燃やし尽くせ, "LiAR / Burned Out, Until Becoming White Ash) (9 novembre 2016)
- King&Queen/Montage (キング＆クイーン /Montage Kingu&Kuin/Montage) (6 settembre 2017)
- Chameleon・Lens (カメレオン・レンズ Kamereon Renzu) (21 marzo 2018)
- Breath (ブレス Buresu) (25 luglio 2018)
- Kaihoku（解放区）（27 marzo 2024）

### Album
1. Romantist Egoist (ロマンチスト・エゴイスト) (8 marzo 2000)
2. foo? (28 febbraio 2001)
3. Kumo o omo Tsukamu Tami (雲をも摑む民) (27 marzo 2002)
4. WORLDILLIA (26 febbraio 2003)
5. THUMPx (20 aprile 2005)
6. m-CABI (22 novembre 2006)
7. PORNO GRAFFITTI (ポルノグラフィティ) (29 agosto 2007)
8. ∠TRIGGER (24 marzo 2010)
9. Panorama Porno (28 marzo 2012)